# Breitschwanzelfe
Die Breitschwanzelfe (Selasphorus platycercus), auch Breitschwanzkolibri oder Dreifarbenkolibri, ist eine amerikanische Vogelart, die innerhalb der Familie der Kolibris (Trochilidae) zur Gattung der Nordelfen (Selasphorus) gehört. Sie ist in Nord- und Mittelamerika von den USA bis Guatemala verbreitet. Der Bestand wird von der IUCN als „nicht gefährdet“ (least concern) eingeschätzt.

## Merkmale

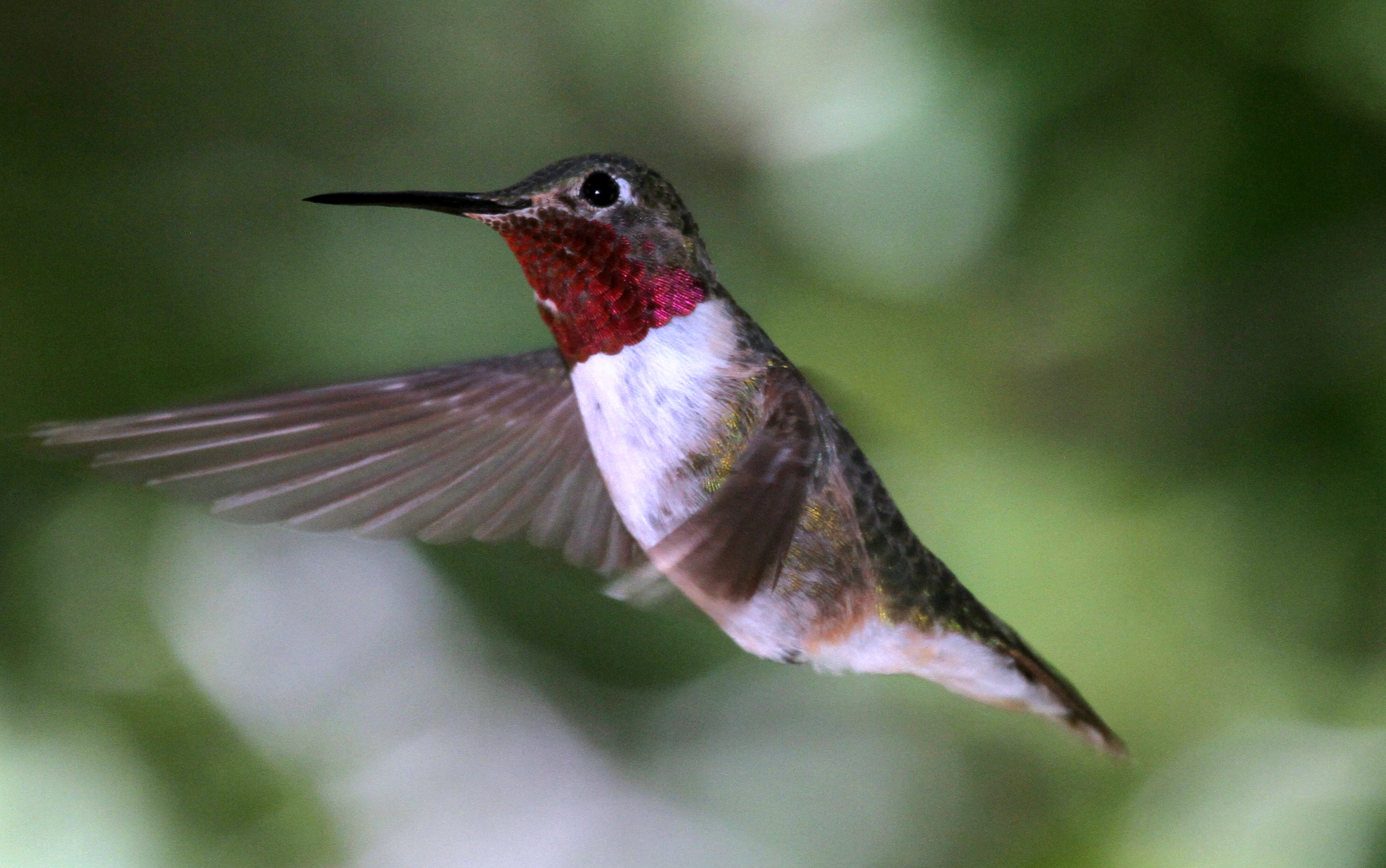
Männliche Breitschwanzelfe im Flug

Charakteristisch für den Breitschwanzelfe ist ein auffälliges Summen, das durch die Flügelschläge entsteht. Die Männchen unterscheiden sich von den Weibchen in der Gefiederfärbung deutlich (Sexualdimorphismus). Das Gefieder der Männchen ist im Bereich der Kehle rot bis metallisch schimmernd. Der Rücken und die Schwanzoberseite sind grünlich gefärbt. Die Weibchen sind deutlich weniger bunt. Sie besitzen eine weiße Kehle und an der Kopfunterseite eine weiße Färbung mit schwarzen Punkten. Junge Männchen ähneln in der Gefiederfärbung den Weibchen.
Die Breitschwanzelfe erreicht eine Körperlänge zwischen 8,3 und 9,7 Zentimetern und wird 3 bis 4 Gramm schwer. Die Flügelspannweite beträgt 12 bis 14 Zentimeter. Die Männchen sind etwas kleiner und leichter als die Weibchen.

## Lebensweise

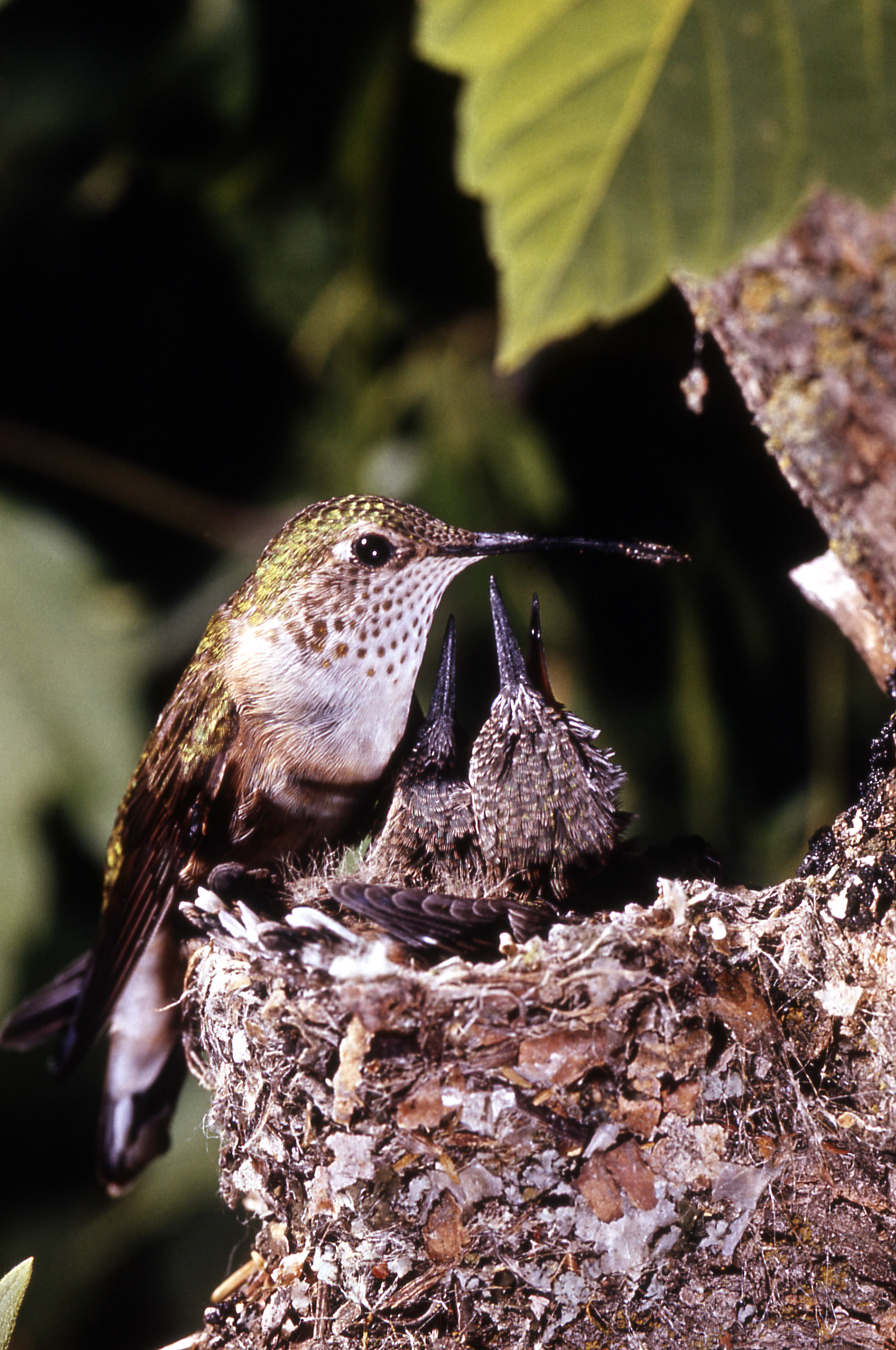
Weibliche Breitschwanzelfe bei der Aufzucht des Nachwuchses

### Ernährung
Breitschwanzelfen ernähren sich im Flug von Blütennektar und kleinen Insekten. Sie fliegen vor allem rote Blüten mit tiefer Öffnung wie Ipomopsis aggregata an. Während der Überwinterung sind die Tiere deutlich weniger wählerisch, sie könnten sonst ihren Nahrungsbedarf aufgrund des geringen Angebots nicht decken.

### Fortpflanzung
Die Geschlechtsreife des Breitschwanzelfen tritt mit etwa einem Jahr ein. Die Paarungszeit im Frühjahr ist der einzige Zeitpunkt, an dem beide Geschlechtspartner zusammenfinden. Das Männchen begattet bis zu sechs Weibchen (Promiskuität) und ist an der Aufzucht der Jungen nicht beteiligt.
Das Nest wird ausschließlich vom Weibchen gebaut, in das es zwei Eier legt. Die Jungtiere schlüpfen nach 16 bis 19 Tagen. Zehn bis zwölf Tage danach übernachtet das Weibchen nicht mehr im Brutnest, da der Platz nicht mehr ausreicht. Die Jungen sind nach etwa 25 Tagen flügge.

## Verbreitung

Verbreitungsgebiet der Breitschwanzelfe

Die Brutgebiete des Breitschwanzelfen befinden sich in den USA-Staaten Nevada, Utah und Wyoming bis Ost-zentral-Kalifornien, Arizona, New Mexico, Colorado und West-Texas. Die Tiere brüten aber auch in höher gelegenen Regionen in Mexiko und Guatemala. Zur Überwinterung ziehen die Vögel im Herbst in das Hochland von Mexiko und im Süden bis Guatemala.

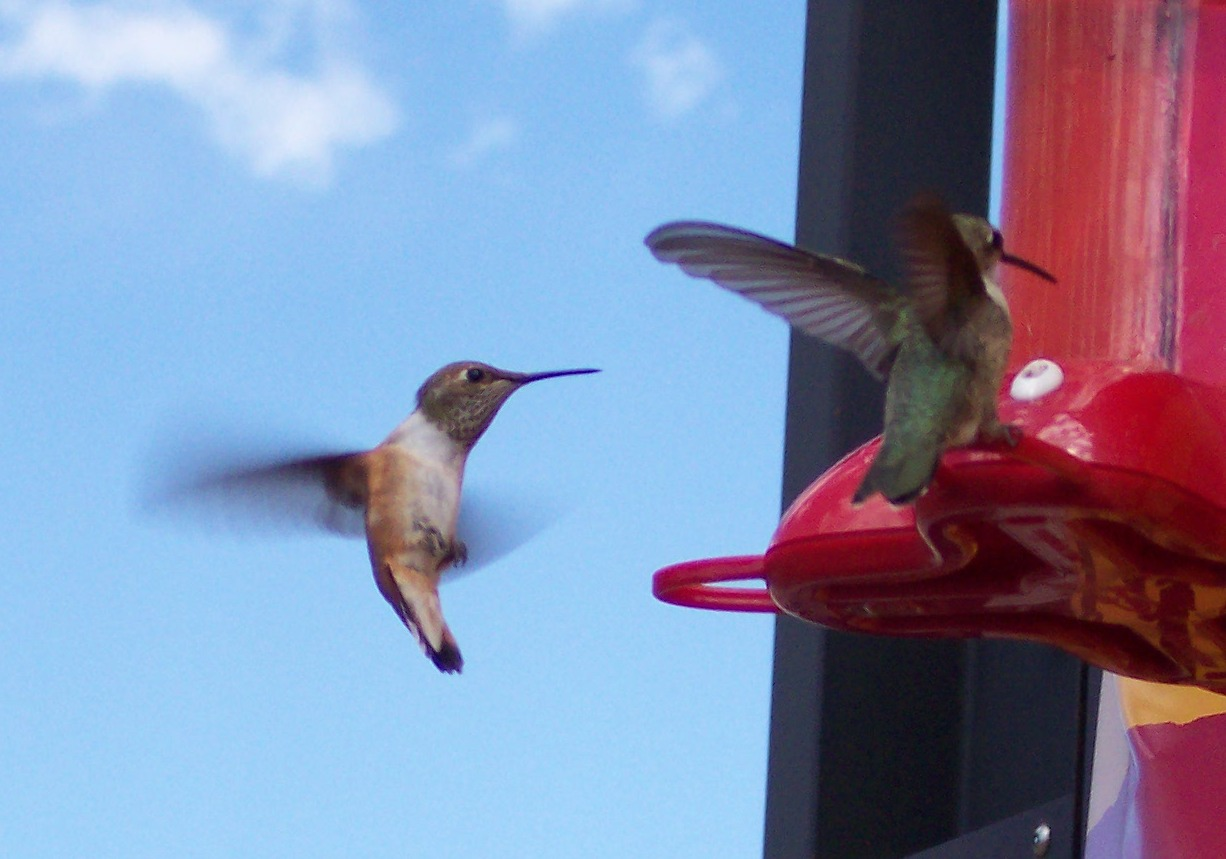
Breitschwanzelfen an einem Feeder

Die Breitschwanzelfe lebt bevorzugt in blumenreichen Heidelandschaften des Tieflandes und Regionen mit Pinyon-Kiefern-, Wacholder-, Kiefern-, Eichen-, Zypressen- und Tannen-Vegetation in höheren Gebieten. Einige Individuen nisten in Höhen von über 3.000 Metern. Viele Vögel haben sich auch in der Nähe von Menschen angesiedelt.

## Etymologie und Forschungsgeschichte
William Swainson beschrieb die Breitschwanzelfe unter dem Namen Trochilus platycercus. Das Typusexemplar wurde in Mexiko von William Bullock  und dessen Sohn William Bullock Jr.   gesammelt. Erst später wurde sie der Gattung Selasphorus zugeschlagen. Dieser Begriff leitet sich von den griechischen Wörtern σέλας sélas für „Glanz, Licht, Flamme“ und -φόρος, φέρω -phorós, phérō für „tragend, tragen“ ab. Der Artname platycercus ist ein Wortgebilde aus den griechischen Wörtern πλατύς platýs für „breit“ und κέρκος kérkos für „Schwanz“.